# 美波もも
美波 もも（みなみ もも、1995年2月19日 - ）は、日本のAV女優。バンビプロモーション所属。

## 略歴・人物
2021年10月にデビューしたIカップの爆乳AV女優。なお、11月に「白戸優（しらと ゆう）」名義で1本のみマドンナ専属で出演している。デビュー前は美容師として働いていた。
趣味は、サラダのお店巡り・料理。
初体験は中学1年生で、相手は小学4年生の頃から付き合いのある同級生の男子。相手の男子はバズーカというあだ名がつく程イチモツがデカく、さらに前戯も無かったためただ痛かったという。中学2年生から高校生の頃に付き合っていた相手とは、学校の教室や授業中のトイレ、帰り道にあるマンションの階段など様々な場所でセックスしていた。これまでの経験人数は300人ほど。また、バイセクシャルであることを公表している。
また乳首が敏感であり、特に左乳首に関しては一番の性感帯と作品内で語っている。「まんこより乳首の方が感じる」、「乳首が大好き」というほど乳首には深い愛がある。
地元に帰る新幹線の車内で、隣に全く見ず知らずの客がいる時でも、イヤホンでAV女優の声を聴きながら、スカートの中に手を入れてオナニーをするとインタビューで明かしている。美波いわく、周りに人がいるというシチュエーションに興奮するという。
2024年4月8日週FANZA動画フロアランキングにて、2023年1月発売の出演作『【福袋】【人気シリーズ厳選！】母の親友 まるごと15タイトル1534分』（VENUS）が急上昇し、2位にランクイン。

## 作品

### アダルトDVD
- 「好きなこと(SEX)で、生きていく」 某ファッション誌にも載ったプロ美容師(Jr.スタイリスト) 覚悟の美容師引退 イキやすい絶頂体質 小麦肌Iカップ 転職AVデビュー（10月19日、E-BODY）
- 潤んだ瞳でおねだりする、従順過ぎるIカップ人妻。 白戸優 28歳 AV DEBUT（11月9日、マドンナ）※「白戸優」名義
- 競技を引退してからも収まらない過剰な性欲! 新しい目標を見つけたくて日課のオナニー動画を送ってきた褐色むっちりIcupボディの元ビーチバレー選手がAVデビュー（11月16日、Fitch）※「ももちゃん(仮)」名義
- このデカパイ女教師 俺の校内肉便器(笑)（12月21日、エムズビデオグループ）
- ラブラブカップル同士が互いのパートナーを交換するスワッピングゲームに挑戦!! 相手の彼女&彼氏をより多くイカせたら賞金100万円!? 勝利の為にエグイほどのエロスキル発動ww 賞金の為に恋人の目の前で他人と生挿入中出しSEX!?（12月24日、赤面女子）
- Iカップ爆乳エロ乳輪ショートカット女子と肉欲温泉プレイ（12月28日、LOVEま○こ/妄想族）

- コンドームが破れてまさかの生ハメ! 超加速するピストンで何度も中出し! 美波もも（1月4日、ワンズファクトリー）
- 顔出しMM号 ザ・マジックミラー Wデート中の仲良し大学生カップル限定企画 女子大生2人組がオイル素股マッサージ体験! クリトリスとチ○ポが擦れ合う気持ちよさに我慢できず2人揃ってヌルッと挿入! 彼氏たちの目の前で寝取って生中出し!!（1月4日、DEEP'S）
- 相席居酒屋でナンパした仲良し2人組をお持ち帰り。 コソコソHしていると隣の部屋にいるガードの堅い女友達はヤラせてくれるか 其の30（1月4日、変態紳士倶楽部）※「あい」名義
- 極上Iカップ×巨乳輪 Boin「美波もも」Box 揉み舐め吸い揺らすの乳フルコースで堪能! 巻き付くパイズリ挟射は必見! 激エロ乳フェチSEX（1月18日、ABC/妄想族）
- 完ナマSTYLE@美波もも 端正な顔立ちなのにデカパイなJ●と円光 ちょ待て! 今、デカパイ強調されたらホテルに行く前に揉みたくなっちゃうだろうがっ!（1月27日、FIRST STAR）
- 完全撮り下ろし 乳もみナンパ! おっぱいパワーで日本を元気にしよう!! 恥じらう赤面素人娘100人の色・形・大きさの違う生おっぱいを揉んで!触って!鷲掴み! 街行く女の子たちに交渉→即揉み! vol.09 「今ここで!?さっき出会ったばかりなのに恥ずかしい…(照)」 5時間スペシャル!（2月1日、DEEP'S）
- AVを大音量で観ていたら隣家の美人妻がクレームを言いにきたのでフル勃起したデカチンを見せつけると欲情していたので 留守番してる旦那に奥さんの絶頂ボイスを聞かせてあげた件 7（2月1日、変態紳士倶楽部）
- W巨乳奴隷 冨安れおな 美波もも（2月15日、グローリークエスト）
- パイズリ暴発しても元気なチ○ポはごほうび中出しさせてくれる! 10発over 種しぼり 逆バニー風俗 美波もも（2月15日、MOODYZ）
- 親友対決! 固定ディルド 腰ふり競争1000回ふらなきゃ帰れまセン!! 13（2月15日、はじめ企画）※「はな」名義
- バイト先で働く美しい人妻を家に連れ込み中出しセックス 美波もも（2月22日、VENUS）
- マゾ乳中出し 美波もも（2月22日、ゲインコーポレーション）
- じぃさんの舐め廻し乳揉み痴漢で感じてしまった巨乳女 4（2月23日、ナチュラルハイ）
- いもうとケータリングサービス 〜巨乳!爆乳!超乳!窒息寸前大きすぎるオッパイ天使ちゃんたち〜（3月1日、桃太郎映像出版）
- いちゃラブ宅飲み濃厚べろちゅう密着せっくちゅ 自宅で朝まで二人きりお泊り 美波ももが彼女になった日（3月1日、桃太郎映像出版）
- コンカフェバイトのお客さんと旅行の声優の卵っち（3月1日、バビロン/妄想族）
- SUPER FISHEYE FETISHISM 迫力×興奮×蜜写 肉感ボインMビッチ 美波もも（3月8日、AVS Collector's）
- 「精子出なくなるまで中に出して!」 夫との淡白なエッチじゃ全然足りない! 30歳過ぎて性欲旺盛な私は性欲モンスター予備軍!?誰でもいいから情熱的な激しいセックスがしたい!とにかく燃えるようなエッチがしたい! いっぱい中に出してほしい!!そんな私はちなみに巨乳です!（3月8日、Hunter）
- 酒に酔った友人の巨乳彼女のおっぱいをひたすら揉み続けてたら、初めは嫌がっていたものの、自ら股間に手を入れオナニー。隣で彼氏が寝ているにも関わらず、声を押し殺しながら絶頂イキマ○コに無断中出し（3月8日、SCOOP）
- ROCKET 14周年記念作品 帰ってきたよ大人数 妄想アイテム究極進化シリーズ 真・時間が止まる腕時計 パート24 通学電車でSEXマネキンチャレンジ編（3月10日、ROCKET）
- 街で見つけた乳首ビンビンWギャルに痴女られ続ける!!（3月15日、kira☆kira）
- 母の親友 美波もも（3月22日、VENUS）
- Iカップ巨乳輪×パイズリ地獄 パイズリの匠が爆乳に滲んだ汗を撒き散らす 絶叫連続イキ中出しセックス 美波もも（3月22日、TEPPAN）
- 妻では味わえない絶品パイズリで呼び出せばパイ射させてくれる都合の良い最高の巨乳愛人 美波もも（4月5日、LUNATICS）
- 巨乳水着ギャルばかりを狙う海の家ナンパエステ 22（4月5日、変態紳士倶楽部）
- 押しに弱いエステティシャンへハミ出し勃起チ○ポをアソコに押し当てパンツ越し先っぽグリグリ挿入! 欲しがるまで焦らしコスればナマSEXできちゃうのか? Vol.4（4月5日、はじめ企画）
- 性欲旺盛な地方妻が越境開放セックス 2 「今日、主人には内緒で来ました…」他人棒を求めて上京してきた美人妻に媚薬で焦らし高めて膣奥大量生中出し!!（4月8日、ホットエンターテイメント）
- 激イキ爆乳放課後バチボコ性交 地味系巨乳女教師の趣味は教え子の摘み食い 美波もも（4月12日、e-kiss）[6]
- 妄想告白ブルマん娘 もも（4月14日、フェチ眼）
- ハンター15周年特別作品! だれとでも定額挿れ放題! 温泉旅館編 定額料金さえ支払えば、温泉旅館のスタッフや女性客、誰でも挿れ放題! 中出しし放題!（4月12日、Hunter）
- 目が覚めると… 欲求不満の巨乳女上司がボクを押さえつけて汗だく騎乗位イキ! 出張先の宿がボクの手違いで女上司と相部屋に!（4月12日、Hunter）
- 副店長おすすめ（4月12日、MERCURY）
- おのぼりchan Vol.001（4月19日、素人まっちんぐEX/妄想族）
- 美波ももの爆乳劇場 Jcup! 96cm（4月20日、プラネットプラス）
- バレたらどうする? 妹の女友達と隠れて、こっそりエッチしちゃった!（4月21日、SWITCH）
- 久しぶりに再会した従姉妹は、エッチな女子学生に成長していて、どうしても僕のチ○ポが見たいらしく、一緒にお風呂に入ろうと誘ってきた! その結果、勃起チ○ポを見て大興奮!（4月21日、SWITCH）
- 全身オイルまみれSEXのヌルヌル快楽でメス堕ち 6 美波もも（4月26日、セレブの友）
- 酔っ払って帰ってきた妻が間違って隣人のゴミ部屋へ入ってしまい、僕と勘違いして中年オヤジに発情して中出しセックスした話 美波もも（5月3日、ミセスの素顔/エマニエル）
- 催淫洗脳された巨乳店員は嫌がりながらも淫乱ビッチになっていた 結城りの 美波もも（5月10日、ダスッ!）
- セーラー服とリコーダー 吹くモンじゃない! 挟んで咥えるモンだ! 妹の爆乳は一見にしかず! Iカップ107cm みなみん（5月10日、チェリーズれぼ/妄想族）
- 彼女が2泊3日の旅行で居ない間に既婚者の元カノと3日間ハメまくったイケナイ純愛記録 美波もも（5月13日、人妻花園劇場）
- Iカップ巨乳美女がハマる性感ぬるぬるオイルマッサージ 美波もも（5月16日、MAXING）
- THEドキュメント 本能丸出しでする絶頂SEX ムチムチ巨乳乳首ビンビン保育士乱交ハメ狂い 美波もも（5月17日、美人魔女/エマニエル）
- 顔出し解禁!! マジックミラー便 3分前まで女子○校生! 卒業式直後に初めての素股編 総勢20人全員SEXスペシャル! ギンギンに勃起したち○ぽを赤面まんコキ! 恥じらいながらも濡れてしまった10代うぶオマ○コにヌルっと挿入で激イキ絶頂!! 2枚組10時間!!（5月17日、DEEP'S）
- おま○こびちゃびちゃクリトリス吸引バイブオナニー（5月17日、グローリークエスト）
- I-cup地味っ子がドンギマリ 洗脳チンシャブ豹変SEX 美波もも（5月24日、HALENTINO/妄想族）
- フォロアー数7万オーバー! Iカップ美人イ○スタグラマー ドエロいコスプレSEX! もも（5月24日、セレブの友）
- 旅行中のキャンピングカーでヤリマン田舎娘たちと数珠繋ぎヤラれまくりFUCK!（5月24日、Hunter）
- 【一流企業で働くエリートOL限定】マジックミラー号 「下着メーカーのモニター調査」と称して生おっぱいをモミモミしながらインタビュー 清純そうな見た目からは想像もつかない超ドえろ発言連発! 敏感な美乳をもみほぐされて激ピストンでイキまくり! 10人中10本番!（5月26日、SODクリエイト）
- 『愛し合う夫婦が残したいメモリアルヌードフォト』と題された雑誌の特集だと妻を騙し、絶倫チ○ポ男と素肌密着偽撮影会で寝取られ検証!! 旦那よりも若くてカチカチに反り返ったチ○ポがマ○コまで1cmに超接近して奥さん急激欲情!? 旦那が近くにいるにも関わらず生中出し!! 13発（5月27日、赤面女子）
- 隣人妻 昏●拉致 地下室輪●（6月2日、素人39）
- はだかの主婦 荒川区在住 美波もも (25)（6月5日、プラネットプラス/裸婦趣向）
- 裏垢女子アポイント! ヤリモク女を呼び出したらデカパイすぎる淫乱美容師でたまらず大量中出し 美波もも（6月7日、桃太郎映像出版）
- 一般男女モニタリングAV 素人大学生限定 友達同士の男女がザーメン20mlを溜めるまで出られない密室からの脱出に挑戦! 9（6月7日、DEEP'S）/
- 普段は優しい彼氏がSEXになるとドSに豹変して毎日オモチャにされています 美波もも（6月9日、ヒビノ）
- 耐えたら賞金100万円! イッたらデカチン即ハメ! 高学歴巨乳女子大生イキ我慢チャレンジ! 人生初のクリトリス直撃電マ責めで絶頂潮! 潮! 3（6月9日、サディスティックヴィレッジ）
- 「ちょっとだけ私のオマ○コ貸してあげよっか」「よかったらボクのチ○ポ貸してやるよ」冗談のつもりが本気に! お互いの性器を貸し借りする義理の兄妹（6月14日、Hunter）
- パイコキ 爆乳嫐りで抜き地獄 美波もも（6月21日、ドグマ）
- 「ウチラと初パコしようよ!」 ビッ痴ギャル2人が童貞筆おろし逆ナンパ!  チェリーボーイ探してヤラせてくれたら賞金ゲット! さらに連射ボーナス発生で金玉カラっぽ鬼ヌキ中出し!（6月21日、はじめ企画）
- 残酷ミラーゲームに負けるとエロ罰ゲーム あじわった事のないデカチンで清楚な若妻達が隣に旦那がいる状態でもおかまいなしで中出しSEX! なんとオカワリしてきた若妻も!! 7（6月21日、はじめ企画）
- 羞恥洗脳! ハイグレ人間にされちゃった 7 渚みつき 若宮はずき 美波もも 綾瀬ひまり 紺野みいな（6月23日、ROCKET）
- 【流出映像】 女子○生 部活合宿セックス9 和姦・夜這い・襲われ3P・風呂・着替え盗撮…他わいせつ動画多数（6月25日、ビッグモーカル）
- 媚薬BDSM 強力媚薬で快楽理性崩壊 媚薬調教File15 学生の憧れの的、巨乳白肌の女子大生 21歳 美波もも（6月28日、AVS collector’s）
- Wスナックママ 豊満ボディ挟み撃ち接客アフター中出し不倫 美波もも 若月みいな（6月28日、痴女ヘブン）
- 着衣オイルパイズリ パッツパツのトッロトロになった乳肉圧で幸福射精（6月28日、SEX Agent/妄想族）
- エグくて下品な従妹の巨乳3姉妹と久しぶりに再会!? 出会って3秒でオッパイ密着で責めてくるドスケベ姉妹にチ○ポ抜きまくられて金玉空っぽになるまでイカされました!!（7月7日、SWITCH）
- 警護戦隊ガードレンジャー ～堕ちた人妻戦士ガードピンク～ 美波もも（7月8日、GIGA）
- 超密着接写 コスプレ敏感ビッチ 爆乳豊満ハメ狂い 美波もも（7月12日、AVS collector’s）
- 近ごろ豊満な熟女体型を気にしはじめた嫁の母が恥じらう姿に僕は勃起してしまった 美波もも（7月12日、VENUS）
- 【4K撮影】Icup乳首開発ポルチオ超え乳首アクメ 美波もも（7月21日、Materiall）
- 男に迫られると乳首を勃起させ股間を濡らす 断り切れない肉感ボディ巨乳尻マゾ妻 デカ乳とデカ尻を責められイキまくるマゾ奥様 美波もも（7月26日、熟女はつらいよ/熟女卍）
- ドエロい下品なW熟女が「もう射精してるってばぁ」状態でもヌイてくれる風俗アパート 美波もも 真木今日子（7月26日、痴女ヘブン）
- 馬乗りフェラ顔射 2（7月26日、SEX Agent/妄想族）
- 抜かずの六発中出し 近親相姦密着交尾 美波もも（7月28日、センタービレッジ/是空）
- 「私、聞いてません!」 全シーン即ハメ倒す! 3 美波もも（8月9日、セレブの友）
- ご主人様の我慢顔が大好き! Iカップのフワフワ神乳でバブらせ射精支配してくる小悪魔ご奉仕メイド 美波もも（8月9日、バルタン）
- 肉肉しい私 もも (23歳)（8月9日、ティーチャー/妄想族）
- 「早漏くん! いっぱい責めるけど出すの我慢してね!」 童貞早漏のボクにおせっかい幼馴染2人が射精コントロールで早漏改善トレ! だけのつもりがヤリたくなっちゃってハメちゃう幼馴染みたち! 早漏なのであえなくそのまま中出ししてしまうけど、「もっとしようよ」と何度も3Pセックスへ!（8月9日、Hunter）
- 素人娘の全裸図鑑 25  今時の女の子12名が恥らいながら脱衣していく様子をじっくり撮影した、変態紳士のためのヘアヌードコレクション（8月9日、かぐや姫Pt/妄想族）
- 巨乳性器 パイま○こセックス 美波もも（8月16日、ドグマ）
- ギャルカリ 5人目 Iカップ爆乳金髪グラマラスとブルンブルン大暴走SEX!!（8月16日、kira☆kira）
- 極上すぎる愛人と最高に燃え上がる温泉不倫（9月9日、赤面女子）
- 寝ている義母のお尻を嫁のお尻と間違えて、義母とは知らずに即挿入。 美波もも（9月13日、VENUS）
- 魅惑の黒パンスト完全着用オナニー15人!（9月13日、セレブの友）
- 隣に引っ越してきた若妻痴女のドエロいパンチラ誘惑 3  美波もも（9月27日、VENUS）
- おバカな女子短大の学園祭は超エッチ! 巨乳小悪魔ヤリマン女子が集うイベサー主催のメンズエステがとにかくノリノリでエロ過ぎ!（10月11日、Hunter）
- あなたのチ○ポ洗います。7  素人アルバイト8人（10月11日、かぐや姫Pt/妄想族）
- 爆乳尻の奥様を盗撮 昏睡レイプ 強制ハメ撮りでザーメン中出し 美波もも（10月18日、カルマ）
- パパ活アプリで見つけたベロ酔いW爆乳ヤリマンギャルとパコろうぜ!! 理性ぶっ飛び状態で時間＆発射無制限SPECIAL!! ワカ & モモ（10月18日、kira☆kira）
- 【個撮】 フェラなら撮らしてくれた! 3  あ～んぐり口内射精 9人（10月18日、HALENTINO/妄想族）
- 女性を快楽に導く為に…HOW TO 日常のセックスライフですぐに実践（10月20日、エンブレム）
- 巨乳ソロキャン女子たちと数珠繋ぎFUCK! 2（10月25日、Hunter）
- 素人ヘアヌード大図鑑 ～都内在住の巨乳美女編（10月25日、S級素人）
- 美波ももが身悶えイキ狂う! 淫行・狂乱・卑劣すぎる4SEX（11月8日、セレブの友）
- チ○ポ狂いのドスケベ肉感ボディ奥様 VII 美波もも（11月8日、NITRO）
- 素人なのにディルドオナニーで激しく感じちゃう一般人娘 10（11月15日、かぐや姫Pt/妄想族）
- 「母さんみたいなおばさんが好きなの?」 熟女AVを見てるのがバレたら母親に中出ししてた 美波もも（11月24日、センタービレッジ/楽園）
- 残業中、2人きりの社内でパツパツスーツ関西巨乳人妻女上司のおっぱい挑発に乗せられ乳テクで何度もサービスぶっかけ射精させられた。 美波もも（12月6日、LUNATICS）
- 夫の得意先に揉まれまくったボインでマジメなしたうけの嫁 美波もも（12月6日、熟女大学/熟女卍）
- 満員電車で吊り革拘束され両乳首同時開発のすえ無念の発情してしまった巨乳美女 美波もも（12月8日、電脳ラスプーチン）
- セックス覚えたてで性欲爆発中の息子の友達に延々イカされ続けた母 美波もも（12月13日、VENUS）
- 愛と憧れの肉欲レズビアン 美波ももレズ解禁 女流エッセイスト浜崎真緒の証明（12月13日、ビビアン）
- 3人のむっちり爆乳女優とヤリまくる夢の肉感漫画コラボ! 転職したら女ばかりでイキ地獄 姫咲はな 小梅えな 美波もも（12月20日、Fitch）
- Iカップ料理配信者は― 舐め好き巨乳のSEX狂 ももさん（12月22日、hawaii）

- オイルマニア 美波もも（1月5日、プラネットプラス/七狗留）
- 「本当に童貞なの…?」 家事代行のパートさんに童貞のフリして お願いしまくり母性本能をくすぐる方向でなんだかんだ人妻とタダマンしまくっている鬼畜ヤリチンバイト君の盗撮NTR素材 6（1月17日、カルマ）
- 食い込みTバックパンチラで僕を誘惑してくるデカ尻ご近所妻 2 肉厚尻でフル勃起チ○ポを逆即ハメされ精子を何度も搾り取られた（1月17日、DEEP'S）
- 噂のアイドル女子校生はムッチムチ肉感爆乳でおじさんを誘惑する小悪魔痴女 美波もも（1月24日、デジタルアーク）
- 特別撮り下ろし≪100人乳もみナンパ≫リターンズ! もう一度『おっぱいパワーで日本を元気にしよう!!』 巨乳女子を呼び出し→再度即揉み→→今度はSEXまで!! 恥じらう赤面素人娘の生おっぱいを揉んで口説いて路上ハメ! 二度目のおっぱい揉みで本番OKしてくれた巨乳女子5人のSEX映像を大公開!!（2月7日、DEEP'S）
- ももちゃんの爆乳ぬるテカフルコースFUCK 美波もも（2月14日、ムチムッチ/妄想族）
- 突然の豪雨でズブ濡れ… 帰れなくなった憧れの家庭教師 美波もも（3月5日、プラネットプラス/七狗留）
- ガンギマリ媚薬エステサロン 3（3月9日、ROCKET）
- 「もう帰りたいです…」 イヤイヤ拒絶ばかりのM反応する10代短髪美少女の制服脱がすと【超ドデカIカップ巨乳】触るだけで全身痙攣する本物マゾ発覚し即連続ハメ潮噴きまくり体液まみれで理性ぶっ飛び大絶叫イキ狂う5P大乱交（3月14日、同人AV倶楽部/妄想族）
- 一般男女モニタリングAV マジックミラーの向こうには自慢の妻! 旦那の寝取られ願望実現企画! 記念日の『メモリアルヌード』撮影中の素人奥様に共演男性モデルがフル勃起デカチ○ポ見せつけ! 旦那よりもはるかに大きいチ○ポを目の前に恥じらいながらも思わず愛液を垂らしてしまった清楚妻が“30cm横で夫に見らている”とは知らずにデカチン激ピストンで子宮の奥を突き上げられのけぞりイキが止まらない! 激イキ合計88回（3月21日、DEEP'S）
- 地元でエロ過ぎるとウワサの爆乳美容師さん ももちゃん (23歳)（4月11日、ムチムッチ/妄想族）
- ヌキ無しお触り厳禁のメンズエステ店で働く予約3ヶ月待ちの神エステティシャンの生挿入中出し裏オプションを完全盗撮（4月20日、アイエナジー）
- 闇の飼育 暴かれた割れ目 美波もも（4月25日、バミューダ/妄想族）
- 半年先まで予約でいっぱい! 噂のマンションセクキャバの人気の秘密は時間いっぱい飲み放題! お値段据え置きでノリノリの巨乳嬢たちが勝手にハメ放題!（4月25日、Hunter）
- 泊まり込みのリゾートバイトに行ったら女性だらけで男はボク1人!? しかも巨乳女子が大胆過ぎてビックリ!（5月9日、Hunter）
- 布団に潜り込んできてフェラチオしてくる最高にかわいい彼女4 18人（5月12日、ホットエンターテイメント）
- 美人巨乳看護師ばかりを狙った同僚医師による昏睡レイプ動画 美波もも（5月16日、カルマ）
- S級熟女コンプリートファイル 美波もも 6時間（5月23日、VENUS）※単体ベスト
- 撮影の合間に入浴シーンを撮らせてもらいました!! 20人 VOL.02（5月23日、UMANAMI）
- 緊縛解禁 絶対ムリと思った緊縛に挑戦! 美波もも（5月25日、AEGEAN）
- 黒人解禁 美波もも（6月22日、AEGEAN）
- 実家に帰ってきた巨乳 & 巨尻のエロ過ぎる叔母さん2人と狭いお風呂でサンドイッチ状態で入る事に! 右見ても左見ても巨乳! 当然ボクはフル勃起!（6月27日、Hunter）
- 秘伝の回春マッサージで全身性感帯になった巨乳美人にわいせつ行為を繰り返した変態エロ整体師の記録 美波もも（7月18日、カルマ）
- 水着女子大生たちと自宅で激熱ハーレム乱交!（7月25日、Hunter）
- アナルのシワの数までハッキリわかる! ノーモザイク連続絶頂アナル見せオナニー 17（8月24日、アイエナジー）
- 巨乳吊し縄責め! 女肉ボンレス緊縛（9月1日、九龍）
- 素人まっちんぐEX う～ば～ちゃん 宅配中。 スタイル抜群! 爆乳美女たちが熱々でお届けします。（9月19日、素人まっちんぐEX/妄想族）
- 恥をかかせやがって… 田舎娘がぁっ! 地方番組の出前配達員 美波もも（9月26日、レッド）
- 小麦色健康むちむちボディ肉感爆乳エロ乳輪!! 天然Iカップの敏感ビッチ（9月26日、ブラックドッグ/妄想族）
- 高シコリティー即ハボレイヤー 洗脳キメセク従順セフレ化こすパコ5連発! vol.3（11月14日、ボニータ/妄想族）
- 清楚系エロギャップ最強説! 美容系美巨乳女子と全力SEX。（11月24日、MBM）

- 首絞め緊縛 全身を貫く苦痛がやがて快楽に変わる…（3月7日、バミューダ）
- カメラの前でおしっこする女 5（11月26日、グローリークエスト）

### アダルトVR
- チ○ポ狂いの変態主婦が足繁く通う性開発Club（1月18日、SPICY VR）
- 4人の義姉たちが妻が入院中に性処理までしてくれた! 突然妻が入院!ボクの妻は5姉妹の末っ子なのですが、過保護な義姉たちが入院中の妻に代わって毎日、朝から晩まであれやこれやとボクの世話(主に下半身)をしにやって来て困っています!!というか妻にバレたらヤバい。（1月19日、Hunter）
- ようこそ暗黒の世界へ。 今宵、贅沢過ぎる絶品ボディはいかがですか? -ドMビッチ派遣型風俗 マゾリナ-（1月29日、KMPVR-彩-）※「Eさん」名義
- お触り禁止!本番禁止! 健全J○リフレで美爆乳Icupルーズソックス女子○生に媚薬を盛って連続イカセ!縦横無尽に暴れ揺れるデカパイを愉しみ子宮口に中出し2発　汗だくキメパコ孕ませSEX（2月7日、こあらVR）
- 最高のおっぱい密着ASMR美容室 IカップSPECIAL!!（2月16日、MOODYZ）
- 【巨乳限定! ヤリマン数珠つなぎ】「あなたより極エロなヤリマン紹介してくれませんか?」 セフレの友達はエロいのか! 【Icup96cm美爆乳】の敏感マ○コを責めたてると【超絶潮吹き＆絶頂連発】! コスプレさせてヤリまくった【挟射・顔射・中出し】孕ませSEX! 美波もも（3月7日、こあらVR）
- この爆乳、凶暴につき。憧れのもも先輩に誘われて…肉欲全開全力汗だく潮吹き性交! 美波もも（3月26日、CRYSTAL VR）
- おやすみバブらせママ手コキ（5月6日、CASANOVA）
- 【脚フェチルーズソックス特化VR】15人完全撮りおろし（9月9日、こあらVR）
- 終電逃した女上司を家に泊めることになり… 誘ってるとしか思えないノーブラパンチラほろ酔い姿に我慢できず何度も何度も抱きまくった 美波もも（9月30日、アリスJAPAN）

### アダルト動画配信
- もも & なつき（12月23日、俺の素人-Z-）
- 【初撮り】【マシュマロ爆乳】【痙攣アクメ】人肌恋しくて毎日オナニーしても性欲がおさまらない爆乳美女を発掘。Ⅰカップを揺らしながら激しく腰をグラインドさせ騎乗位で何度も逝ってしまい.. ネットでAV応募→AV体験撮影 1714（12月24日、シロウトTV）
- もも（12月27日、素人げっちゅ）
- 【完全版】放送禁止【流布厳禁】芸能人が「くすりとセックス」に溺れるまでの全真相が記録されています【すぐ削除します】（12月29日、パイパイ）
- 【電車痴漢】★都内有数の進学校に通う秀才JKが超絶高速騎乗位で連続アクメ★ゆず史上最大100cm・Iカップ激乳（12月31日、ゆず故障）

- 【最強ロケット爆乳人妻】【フルπパイご奉仕天国】【ドちゃエロ不貞中出し2搾精】【※J乳爆振につき画面酔い注意!!】国宝級のガチ爆振!!爆乳!!爆裂性欲のド淫乱人妻なまなまSEXハメ撮り爆誕!!これがホントのπパイデカ美じん!!ロケットおっぱい震えるフル活用で縦に横に縦横無尽で暴れるJ美爆乳!!画面酔い注意の最高おちち4D!?ヌキ体験映像を収録!! /ラブホドキュメンタリー休憩2時間/124（1月2日、プレステージプレミアム）
- 【美爆乳!!まさにロケット乳美人が襲来!!】【爆乳!!爆尻!!爆欲性欲が爆裂!!】【新年明けましてヌルてかオッパイ祭り2NN】爆乳な出会い厨の美女の性欲まさにダイナマイト!!アダルトに興味津々な欲深おっぱいちゃん!!オイルをプラスで天井突破のドエッチクライシス発生!!このドスケベビッグウエーブ乗るしかない!?ヌルテカぼいんハッピハッピなロケット乳爆裂ヌルテカなまSEX!!/男優のセフレ/No.94（1月8日、プレステージプレミアム）
- ロケットちゃん（1月13日、しろうとヤッホー）
- 【2018ミスマガ〇ンエントリー】　※数量限定※（1月18日、ワクチン）
- 百戦錬磨のナンパ師のヤリ部屋で、連れ込みSEX隠し撮り 235 推定Iカップのとんでもない爆乳女子を部屋に連れ込みSEX盗撮!大きなお尻を掴んでパンパンするとバルンバルンと揺れまくる凄乳に脱帽!（2月10日、ナンパTV）
- モモ（2月20日、東狂ハメンジャーズ）
- 【超乳TikToker】-限定発売-（2月21日、ベギラマン）
- ラグジュTV 1526 周りの視線を集める魅惑的なボディを持つ肉食系美容師が登場!愛でるように巨根を味わう濃厚フェラ!自慢のIカップでチ●ポを包むご奉仕パイズリ!さらに男に跨り腰を振ってイキ乱れる騎乗位は必見!（2月23日、ラグジュTV）※「喜多見茉奈」名義
- もも（3月4日、ゲリラ）
- この娘の中に出した 10 美波もも（3月17日、ときわ映像）
- 美南（3月18日、素人ホイホイ）
- もも（3月22日、おっぱいちゃんず）
- この娘の中に出した 16 美波もも（4月1日、ときわ映像）
- もも 2（4月1日、おっぱいちゃん）
- 【Iカップ爆乳のアンリミテッド】ほのかちゃん・23歳、指名不可避のパイ圧ぐいぐい美容師「私のおっぱいで感じちゃってるんですか？ふふ、可愛い♪」「おっぱいの中でいっぱい出して!」 「おっぱい見て! 私のおっぱいで興奮して!」 「おそうじパイズリしてあげる♪」（4月2日、BOING）
- もも 極上おっぱい巨乳輪 怒涛のIカップ 2SEX（4月15日、おっぱいちゃん）
- もも（5月8日、いんすた）
- ももさん（5月13日、俺の素人-Z-）
- もも（5月20日、素人CLOVER）
- もも（5月20日、同人AkiVaサークル）
- もも 3（5月27日、おっぱいちゃん）
- モモ（5月30日、パパ活ナンパ）
- みなも（6月1日、素人参加バラエティ）
- ももさん & みつきさん（6月1日、素人ペイペイ）
- もも 2  爽やか笑顔のIカップおっぱい爆乳娘 2SEX+α W中出し 巨根の追撃で激しく揺れるおっぱい! Hでキュート♪（6月24日、おっぱいちゃん）
- みなみん（6月26日、ちちくりジョニー）
- みなちゃん（7月18日、しろうと乱交サークルの刃）
- ぽっぽ（7月27日、素人ホイホイpower）
- もも（7月29日、いんふる）
- みなちゃん 2（7月30日、しろうと乱交サークルの刃）
- 家まで送ってイイですか? case.205 まさみさん 26歳 美容師  Icup爆乳美女は肉食系ビースト! 『犯罪犯●ない程度にSEXします』豪快! 過激! TikT●kのBAN常習犯! 『襲っちゃおうか?』異例の事態SP⇒露出に興奮! 公共交通機関が一番興奮!⇒衝撃の部屋! 部屋が汚い女はエロい説⇒チンコが見えないパイズリ⇒乳首激弱ッ! 触れば乳首イキ! チンコでメスイキ!⇒女手ひとつで育てた母の愛（9月2日、ドキュメンTV）
- momo（9月4日、俺の素人-Z-）
- 渋谷が揺れた夜!! 超肉弾SEXモンスター【巨チンも埋もれる I カップ】×【閲覧注意の肉欲まみれ3P】刺激・スリル・露出大好きのモノ狂い… どんどん出てくるピー音必須の強烈エピソード。酒も入りもっと刺激が欲しいみたいなので… ホテルに連れ込みッ! 乳首つねっただけで脚ガックガクの敏感アイカップ！潮も吹きまくる中無我夢中でチ●コを咥え込む! こんな強欲ビッチには男優2人がかりで巨根攻め!! 上の穴も下の穴も同時FUCKで爆イキ! 極太チ●ポでガン突きするたびビクビク痙攣絶頂で乳も尻も爆揺れブルンブルンに揺れまくり! 朝が来ても超アクティブま●こは限界突破でイキまくる!!! マジで終わりが見えない濃厚激震SEXに目が離せない!!：朝までハシゴ酒102 in 渋谷駅周辺 もも ?歳 Iカップ美容師（9月9日、プレステージプレミアム）
- ももパイ & わかパイ（9月22日、しろうとヤッホー）
- ももchan（10月4日、素人まっちんぐ）
- ももちゃん（10月6日、いんすた）
- 美波（10月14日、御茶ノ水素人研究所）
- M114ちゃん & N114ちゃん（10月21日、蜃気楼）
- MOMO（11月18日、素人ホイホイSH）
- ももP & くるりん（12月4日、いんすた）
- ももちゃん（12月28日、素人あんあん）
- ももちゃん 2（12月28日、素人あんあん）

- もも (spbj005)（1月23日、すっぴん美人）
- 瞳 (jkrf005)（2月13日、お店に内緒のJ○リフレ）
- 【Iカップ爆乳】今をトキメク神乳グラドルちゃんは乳首激よわｗｗおっぱい揺れまくりだしすぐにイっちゃう敏感ボディに中出しもできて最高でしたｗｗｗ【高級会員制裏風俗】もも（2月26日、黒船）
- なな（3月24日、ギャルすたグラム）
- （仮）暗黒047さん（4月14日、暗黒）
- ナナ（7月1日、素人ギャラリー）
- ももさん（8月14日、躾の時間）
- ももさん 2（8月14日、躾の時間）
- りの & もも（10月11日、人妻空蝉橋）

### イメージDVD
- 『AV無理』 れいか(仮) 天然Iカップ! 小麦色の健康むちむちボディ フレッシュな笑顔が魅力の美少女（2021年10月5日、未満）※「れいか(仮)」名義

### デジタル写真集
- Iカップ巨乳輪 長くボリュームのあるオッパイに乳フェチ責め!（2021年12月29日、BB動画/妄想族）
- 完ナマSTYLE@美波もも 端正な顔立ちなのにデカパイなJ●と円光 ちょ待て! 今、デカパイ強調されたらホテルに行く前に揉みたくなっちゃうだろうがっ!（2月5日、MERCURY）